# Mr. Jones (film 2013)
Mr. Jones è un film del 2013 diretto da Karl Mueller. La pellicola è girata in stile falso documentario.

## Trama
Penny e Scott, una coppia di fidanzati, decide di stabilirsi in una casa isolata tra i boschi abbandonando familiari e amici. Il progetto del ragazzo è quello di registrare un documentario sulla natura attraverso la videocamera. I primi giorno procedono benissimo e la coppia si sente più felice che mai. Ma col passare delle settimane, nascono i primi litigi, la stanchezza e la monotonia che porteranno la coppia al collasso. Al cinquantesimo giorno, la coppia, dopo un ennesimo litigio dovuto al fatto che Scott non ha preso le sue pillole da quando è arrivato nella nuova casa, incominciano a sentire strani rumori. Scesi giù, scoprono che gli uccelli stanno attaccando la loro casa, distruggendo le finestre.
Il giorno dopo, qualcuno ruba lo zaino di Scott, dentro al quale si trovavano le chiavi della macchina. I due ragazzi, cercano da ogni parte il ladro dello zaino, e arrivano in una casa abbandonata. Si dirigono nella cantina, dove trovano figure che assomigliano tantissimo a degli spaventapasseri. Ritrovato lo zaino, i due stanno per lasciare la casa abbandonata, ma Penny intende sapere cosa c'è dentro una botola. Ma mentre sta cercando di togliere il coperchio, il ladro dello zaino entra dentro la casa. I due, riescono a scappare dalla casa senza farsi scoprire. Arrivati a casa, Penny chiama quell'uomo misterioso Mr. Jones, un creatore di spaventapasseri mostruosi, famoso in tutto il mondo.
Scott, sotto consiglio della ragazza, decide di andare a New York per fare una serie di interviste alle persone che hanno ricevuto gli spaventapasseri direttamente di Mr. Jones. Incontra così dentisti, imprenditori, avvocati e baristi ma nessuno di questi ha incontrato il creatore degli spaventapasseri. Penny, intanto incontra colui che dovrebbe essere il famoso Mr. Jones. Gli chiede un'intervista, ma intravedendo il suo volto, la ragazza si limita ad osservarlo. Quando Scott ritorna da Penny, le fa vedere le interviste. Molte persone hanno idee contrastanti sugli spaventapasseri, ma tutti dicono che i due ragazzi non dovrebbero avvicinarsi a Mr. Jones. La coppia, non li ascolta e decide di continuare la loro opera, ma con grande sorpresa, scoprono che gli spaventapasseri situati nel bosco sono scomparsi.  
Il sessantatreesimo giorno, Scott decide di intrufolarsi a casa di Jonas, rimanendo in contato con Penny con il cellulare. Il ragazzo, riesce ad aprire la botola non aperta in precedenza, scoprendo che c'è un piano inferiore molto simile a un labirinto. Trova così altri spaventapasseri, prendendone uno. Cerca poi di scappare, ma si perde, e le cose si fanno più complicate di quanto immaginasse. Uscito da casa di Jones, scopre che Penny è scomparsa, e la sua casa è piena di spaventapasseri. Trovato la ragazza, ella le confessa che Jones sta in realtà cercando di aiutarli da qualcosa e che devono andare via il più lontano possibile da lui.
Dopo avere copulato, i due sono d'accordo sul fatto di andarsene, ma vengono attaccati da Jones. Dopo una battaglia col creatore degli spaventapasseri, lo vedono volare via nel cielo, andandosene dal quel luogo. Un video, tuttavia dimostra che Mr. Jones, era il buono della situazione, e che i suoi spaventapasseri proteggono dagli incubi che diverrebbero realtà senza di essi. In passato, Scott sognava spesso sé stesso dormire mentre veniva fotografato da un alter ego. Ora la sua nemesi diventa realtà, attaccando la coppia, che scappa tuttavia nel bosco. Penny scompare misteriosamente, e al suo posto, ne appare un'altra che sembra essere malvagia e manipolatrice. Il ragazzo si rifugia a casa di Jones e decide di rimettere lo spaventapasseri dove l'aveva trovato. Scott, dopo aver salvato Penny riesce nel suo piano, ma con un grande effetto collaterale: È divenuto il nuovo Mr. Jonas.